# Museu Rodoviário de Paraibuna
Museu Rodoviário de Paraibuna é um museu localizado no município de Comendador Levy Gasparian. Lá está registrada toda a história dos transportes na antiga estrada União e Indústria, guardando relíquias como um veículo conhecido como "Mazeppa", considerado um dos "carros" mais modernos e confortáveis de meados do século XIX. Está fechado para visitação desde 2011.
O prédio que abriga o museu foi construído em 1860 pela Companhia União e Indústria para abrigar a 8ª Estação de Muda, sendo um dos doze locais de paragem na estrada União e Indústria para substituição de cavalos e carruagens e descanso de passageiros nas viagens entre Petrópolis e Juiz de Fora.
Seu estilo é de um chalé francês, em estrutura pré-fabricada e importada da Europa. O prédio é um patrimônio histórico nacional, tombado pelo Instituto do Patrimônio Histórico e Artístico Nacional (IPHAN), na data de 21 de junho de 1967, sob o processo de nº 719-T-1963.
O museu foi inaugurado em 1972, e até o fim da década de 1990 era administrado pelo Departamento Nacional de Estradas de Rodagem (DNER). Com o fim do departamento, é administrado atualmente pela Prefeitura de Comendador Levy Gasparian, encarregada pelo Iphan da tutela provisória da instituição. A prefeitura tenta desde então repassar o controle do museu ao Dnit, que substituiu o DNER.
Apesar de rico e diversificado acervo, o mesmo encontra-se em condições relativamente precárias, principalmente as peças situadas na parte externa, estas em péssimas condições.